# Simon Baier
Simon Baier (* 1979 in Bamberg) ist ein deutscher Kunsthistoriker, Kunstkritiker und Professor an der Universität Basel.

## Leben
Simon Baier studierte zwischen 2000 und 2005 Kunstgeschichte und Philosophie in Heidelberg, Karlsruhe und New York City. Anschließend war er als Fellow for Critical Studies am Whitney Museum of American Art tätig. Von 2008 bis 2013 war Baier an der Universität Basel engagiert, wechselte dann an die Universität Zürich, wo er wissenschaftlicher Mitarbeiter von Sebastian Egenhofer wurde. Gleichzeitig stellte Baier seine Dissertation zu den Künstlern El Lissitzky und Kasimir Malewitsch fertig. Danach wechselte er an die Universität Wien, wo er bis 2017 unter anderem Kurse zur Conceptual Art und den Arbeiten Edouard Manets gab. Seit September 2017 hält Baier die Laurenz Assistenz-Professur für Zeitgenössische Kunst inne.
Seine Forschungsschwerpunkte liegen in den Bereichen der Avantgarde-Bewegungen in Russland und Europa in den 1920er- und 1930er-Jahren, dem Einsatz von Medien in der Kunst sowie der Kunstkritik, der philosophischen Ästhetik und der Kunsttheorie in der Moderne.
Baier, der Mitglied des Forschungsnetzwerkes Theorie der Skulptur an der Universität der Künste Berlin ist, publizierte des Weiteren Aufsätze zu Werken der Künstler Ei Arakawa, Piet Mondrian, Barnett Newman und Wladimir Jewgrafowitsch Tatlin.